# Cow - Only Stwpd Cowz Txt N Drive
Cow, meglio conosciuto come "Only Stwpd Cowz Txt N Drive" (letteralmente: "solo le mucche stupide scrivono SMS e guidano"), è un cortometraggio britannico di pubblica utilità di circa 30 minuti, diretto da Peter Watkins-Hughes, con il supporto della polizia di Gwent e la scuola comprensiva di Tredegar, nella regione del Galles sud-orientale (Regno Unito).
Il film è stato realizzato nell'agosto del 2008 da una co-produzione della polizia di Gwent e da Tred Films, con effetti speciali di Zipline Creative Limited e musiche originali composte da Stuart Fox, un compositore e sound designer di Gloucester.
Il film, interpretato da attori locali e studenti di teatro, racconta la storia della diciassettenne Cassie "Cow" Cowan (Jenny Davies), che, distraendosi alla guida della propria automobile su cui si trovano anche le sue amiche Emm e Jules (Amy Ingram e Laura Quantick), provoca un gravissimo incidente stradale che causa la morte di quattro persone.
La polizia ha realizzato questo film per proiettarlo nelle scuole britanniche. L'ufficio stampa della polizia di Gwent ha riferito di aver speso solo "poche migliaia di sterline" per girare il film, mentre circa 300 studenti di teatro hanno sostenuto il provino per la partecipazione.
Inizialmente indirizzato per studenti nel Regno Unito, nel 2010 uno spezzone modificato di 30 secondi è stato messo in onda dalle stazioni televisive nello stato della Carolina del Sud (USA).

## Trama
Cassie "Cow" Cowan, Emma "Emm" Williams, e Jules O'Shea, un gruppo di tre amiche adolescenti che lavorano presso lo stesso negozio, decidono di uscire prima dal lavoro per festeggiare la bella notizia di Jules, che ha appena scoperto di essere incinta. Lungo la strada, Cassie si distrae scrivendo un SMS mentre sta guidando e causa una duplice collisione, causando sul colpo la morte delle sue due amiche e di altre due persone.
Il resto del film racconta le conseguenze dell'incidente. La polizia comunica la notizia ai parenti delle vittime. Cassie, trasportata in elisoccorso, subisce un arresto cardiaco in sala operatoria, ma viene rianimata. Quando un giornale locale riporta che la ragazza era stata fermata poco prima dell'incidente e sottoposta al test dell'etilometro, i suoi genitori sono ostracizzati dalla comunità locale (in realtà la protagonista era stata fermata dalla polizia per eccesso di velocità, ma l'alcool-test era risultato negativo). Morgan, il fidanzato di Jules, appare in televisione per esprimere il suo dolore per la sua morte e del bambino non ancora nato (nonostante che l'avesse abbandonata quando gli raccontò della sua gravidanza). Alla fine, nonostante le rassicurazioni della madre, Cassie viene condannata a sette anni per omicidio stradale.

## Reazioni
Il trailer del film ha ricevuto l'attenzione mondiale, e la clip ha ricevuto nel giro di un anno (agosto 2009) oltre un milione di visite su YouTube. Il video ricevuto l'attenzione a causa del contenuto grafico. Il film ha ottenuto diversi riconoscimenti, entrando nella classifica dei cinque video creativi della rivista Advertising Age ed è diventato un successo internet di tutto il mondo, fino alla sua trasmissione durante il "The Today Show" sulla rete televisiva statunitense NBC. È stato trasmesso dalla CNN e recensito dalla rivista TIME.
Donny Deutsch, un dirigente pubblicitario, ha dichiarato: "Lo mostrerò ad ogni bambino che conosco, e ringrazio il dipartimento di polizia" e "mi piacerebbe davvero chiedere a varie stazioni televisive locali: mandate in onda questo video, vi aiuterà..". 
Mick Giannasi, l'allora capo della polizia di Gwent, ha dichiarato: "I messaggi contenuti nel film sono rilevanti per il popolo del Tennessee come per i residenti di Tredegar". Egli ha anche detto che "Messaggiare e guidare possono avere conseguenze drammatiche. E più questa pellicola sarà vista, meglio sarà".